# Dom szeregowy przy ul. Tramwajowej 4–30 we Wrocławiu
Dom szeregowy przy ul. Tramwajowej 4–30 – zespół modernistycznych, które tworzą jeden budynek wielorodzinny i trzynaście szeregowych domów jednorodzinnych, wybudowany jako dom eksperymentalnego osiedla wystawy WUWA. 
Zespół zabudowy szeregowej był jednym z budynków wzorcowego osiedla wystawy „Mieszkanie i Miejsce Pracy” zorganizowanej przez śląski oddział Werkbundu. Tworzy go czternaście połączonych ze sobą domów. W czasie wystawy domy otrzymały numery porządkowe od 9 do 22. Wypełnia prawie całą zachodnią pierzeję ulicy Tramwajowej. Powstawał w okresie od marca do czerwca 1929 r. Pierwszy dom w tym zespole zabudowy o numerze 9 to jednoklatkowy dom czynszowy zaprojektowany przez Emila Langego. Składa się z dwóch kubicznych części krytych płaskim dachem – trzy- i dwupiętrowej. Mieści łącznie osiem mieszkań. Konstrukcję jednoklatkowca tworzy żelbetowy szkielet wypełniony gazobetonowymi płytami typu Schima. Kolejne jedenaście budynków w szeregu to domy jednorodzinne o podobnej powierzchni, dwukondygnacyjne, podpiwniczone i kryte płaskim dachem. Posiadają też podobny układ wnętrz, na parterze znajduje się część dzienna z kuchnią, jadalnią i pokojem dziennym, natomiast na górze część nocna z sypialniami i łazienką. Domy nr 10–12 projektował Ludwig Moshamer. Wszystkie trzy mają powierzchnię 86 m², zaprojektowane z myślą o pracownikach umysłowych mieszkających wraz z rodziną. Kolejne trzy domy o numerach 13–15 są dziełem Heinricha Lauterbacha, mają powierzchnię 91 m² i przeznaczone były dla rodzin 2–4-osobowych. W jednym z nich po wystawie zamieszkał sam Lauterbach. Dwa następne domy zaprojektował Moritz Hadda. Opracował on dwa warianty mieszkań, dom nr 16 dla bezdzietnego małżeństwa ze służącą, natomiast dom nr 17 był przeznaczony dla średniozamożnej pięcioosobowej rodziny. Domy o numerach 18–20 autorstwa Paula Häuslera miały powierzchnię 78 m² i przeznaczone były dla rodzin bez służby. Zamykające od północy cały blok zabudowy dwa domy nr 21 i 22 autorstwa Theo Effenbergera różniły się nieco kształtem jak i powierzchnią od pozostałych. Dom nr 21 miał powierzchnię 149 m² i przeznaczony był dla wielodzietnej rodziny. Z kolei dom nr 22 jako jedyny z całego szeregu był parterówka.
Domy przetrwały II wojnę światową w dobrym stanie, nie uległy poważniejszym zniszczeniom. Jednak prowadzone przez właścicieli na własną rękę w okresie powojennym remonty wypaczyły w pewnym stopniu pierwotny ich kształt. Szczególnie mocno przeobrażony jest dom nr 22, do którego dobudowano jedno piętro. Wygląd najbardziej zbliżony do pierwotnego ma dom wielorodzinny nr 9. W roku 2014 dom nr 12 został gruntownie odnowiony i przywrócono mu pierwotny wygląd.